# Teylers Tweede Genootschap

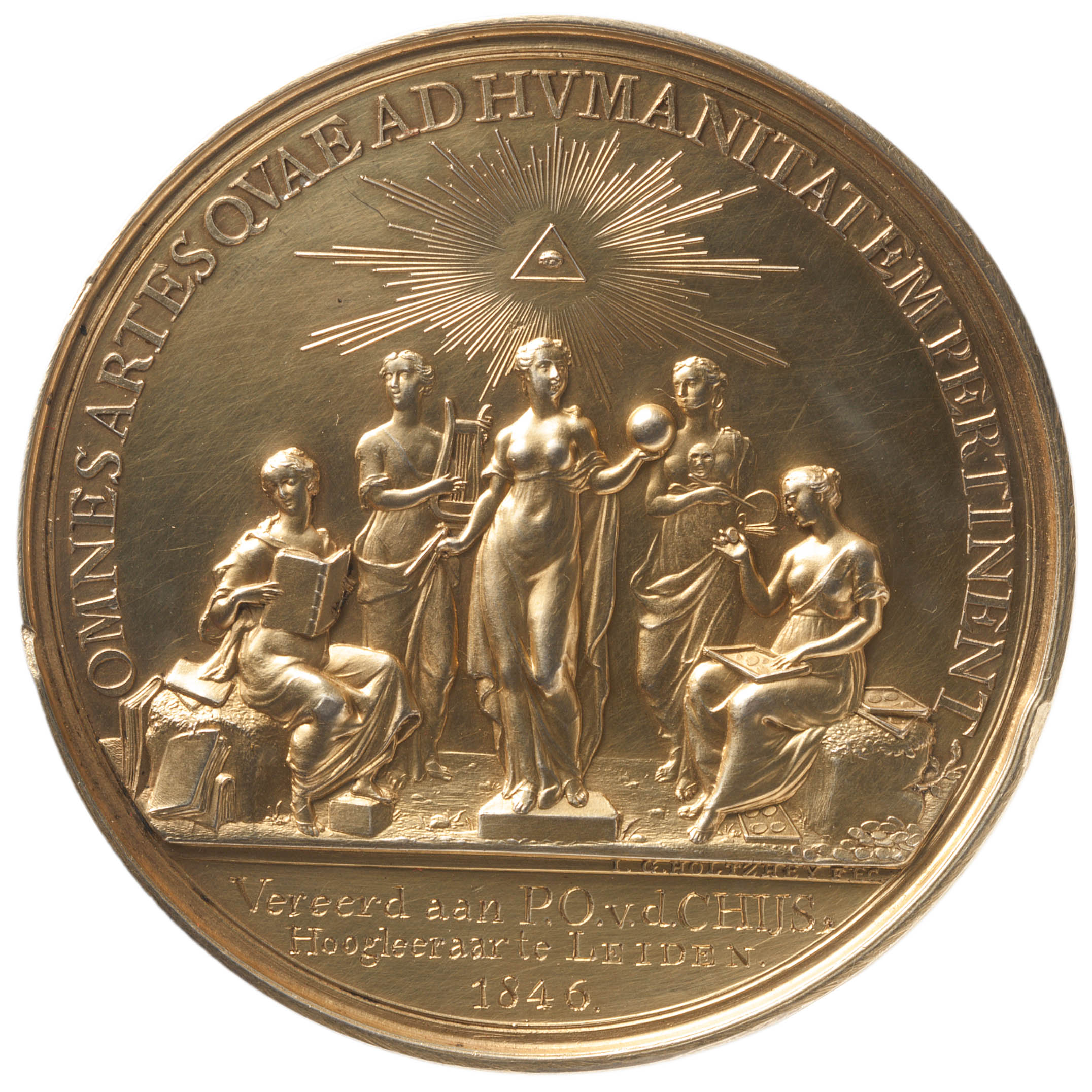
Prijspenning van Teylers Tweede Genootschap te Haarlem, ontworpen door Johann Georg Holtzhey in 1778

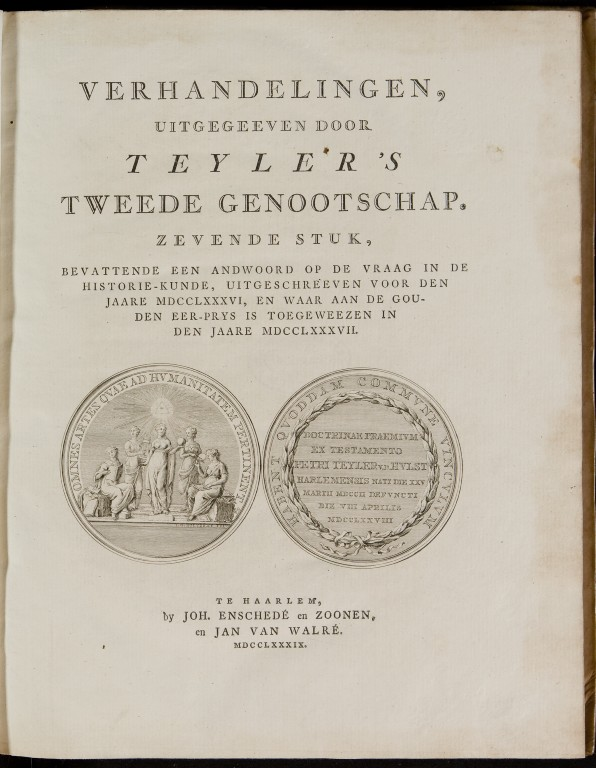
Verhandelingen uitgegeeven door Teyler’s Tweede Genootschap

Teylers Tweede Genootschap, ook bekend als het Wetenschappelijk Genootschap, is een van de twee genootschappen opgericht binnen de Teylers Stichting met als doel bevordering en aanmoediging van kunst en wetenschap.

## Geschiedenis
Na zijn overlijden blijkt de vermogende Haarlemse zijdehandelaar Pieter Teyler van der Hulst zijn geld nagelaten te hebben voor de stimulering van godsdienst, kunst, natuurwetenschap, geschiedenis, letterkunde en numismatiek. Om zijn erfenis – 65.000 Nederlandse guldens per jaar – te beheren werd in 1778 een stichting en twee genootschappen opgericht, Teylers Eerste Genootschap of Godgeleerd Genootschap en Teylers Tweede Genootschap. Beide genootschappen telden elk zes leden benoemd door de Directeuren van Teylers Stichting. Genootschappen, die in de 18e eeuw in groten getale worden opgericht, spelen een hoofdrol in het Europees wetenschappelijke leven.
De eerste, door erflater Pieter Teyler, aangewezen leden waren Gerrit Willem van Oosten de Bruijn, Cornelis Elout, Jan Bosch, Johannes Enschedé, Jean la Clé en Bernardus Vriends. Latere leden waren o.a. Willem Anne Lestevenon (lid 1780-1797), die in 1790 een belangrijk deel (1700 tekeningen) van de collectie van Koningin  Christina van Zweden voor Teylers Museum wist te verwerven, de cultuurhistoricus Johan Huizinga (lid 1930-1945) en de bioloog Victor Jacob Koningsberger (lid van 1946 tot 1965).

## Prijsvragen
De eerste taak van het nieuwe genootschap was het uitschrijven van een prijsvraag. Om de bekroning van deze prijsvraag te bezegelen beschikt het genootschap over een erepenning, die ontworpen was door de Nederlandse medailleur Joan George Holtzhey (1726-1808). De zilveren (later verguld) penning stelt een vijftal vrouwen met verschillende attributen voor, die de vijf wetenschappen verbeelden die in dit Tweede Genootschap zijn vertegenwoordigd: historiekunde, dichtkunde, natuurkunde, teken- en schilderkunde en penningkunde. Op de voorzijde / achterzijde van de penning staat een citaat van de Romeinse redenaar Cicero: "Omnes artes quae ad humanitatem pertinent / habent quoddam commune vinculum", wat betekent "Alle kunsten die betrekking hebben op de beschaving / hebben een gemeenschappelijke band" die de samenwerking tussen deze wetenschappen symboliseert. De bekroonde prijsvraagantwoorden verschenen in de  Verhandelingen, uitgegeeven door Teyler’s Tweede Genootschap.
De eerste medaillewinnaar was Martinus van Marum, die in 1778 de eerste prijs won met zijn verhandeling over Gephlogisteerde en gedephlogisteerde luchten waarin hij de phlogistontheorie uitdaagde. Na de voltooiing van de Ovale Zaal op 25 juni 1784 werd Van Marum aangesteld als Bibliothecaris en Directeur van Teyler’s Physisch en Naturaliën Kabinetten en Bibliotheek. Vanaf 1804 bekleedde hij zelfs het voorzitterschap van het Tweede Genootschap.
Nog steeds schrijft het Genootschap jaarlijks een prijsvraag uit, overeenkomstig Teylers testament, ieder jaar op een ander vakgebied.